# Phytomyza albimargo
Phytomyza albimargo este o specie de muște din genul Phytomyza, familia Agromyzidae, descrisă de Erich Martin Hering în anul 1925.
Este endemică în Germania. Conform Catalogue of Life specia Phytomyza albimargo nu are subspecii cunoscute.